# École des ponts ParisTech
École des Ponts ParisTech (originàriament anomenada École Nationale des Ponts et Chaussées o ENPC, o a França simplement coneguda com a Ponts) és una institució educativa i de recerca científica de nivell universitari. Va ser fundada l'any 1747, i és l'escola d'enginyeria més antiga d'Europa. És una de les prestigioses Grandes Écoles de França. Té uns 1200 estuduants
La seva seu és a Champs-sur-Marne i Marne-la-Vallée (un suburbi de París) i és un membre de ParisTech (Institut de Tecnologia de París) i de Institut polytechnique de Paris.

## Principals programes que ofereix
- Programes d'enginyeria:
- Programes de doctorat: Ph.D.s
- Programes professionals per a postgraduats: Mastères spécialisés (M.S.), i també MBA Programs a ENPC School of International Management.
- Junt amb Temple University-Philadelphia, USA, École des Ponts ParisTech era la primera pota de Fox School of Business International MBA[Enllaç no actiu], amb estudi a París, Philadelphia i Tokyo.

École des Ponts ParisTech també és una escola d'aplicació d'École Polytechnique, i proporciona educació amuns de França.

### Departaments
- Enginyeria civil i construcció
- Transport, Planning, Medi ambient
- Engineria mecànica i Ciència del materials
- Matemàtica aplicada i Ciències de la computació
- Economia, Gestió, Finances
- Engineria Industrial i Gestió

## Recerca
L'École des Ponts ParisTech fa recerca en les següents disciplines:
- ambient atmosfèric (CEREA)
- aigua, planning urbà i medi ambient (LEESU)
- matemàtica i computació científica (CERMICS)
- Tecnologies de la informació (IMAGINE)
- Mediambient internacional i desenvolupament (CIRED)
- regional planning i ciències socials (LATTS)
- planning urbà i transport (LVMT)
- economia (PSE)
- mecànica del sòl (CERMES), materials (LAMI), materials i estructures de l'enginyeria civil (LMSGC), agrupada junt amb UMR Navier

École des Ponts ParisTech també desenvolupa Scilab junt amb INRIA.
Laboratoire central des ponts et chaussées o LCPC és un Établissement public à caractère scientifique et technologique.

## Alumnes i facultat
Entre els alumnes s'inclouen:
- Paul Andreu, arquitecte
- Guy Béart, cantant
- Henri Becquerel, físic

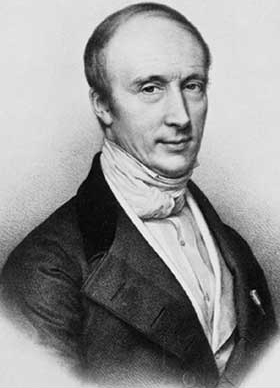
Augustin Louis Cauchy

- Jean-Baptiste Charles Joseph Bélanger, enginyer i matemàtic
- Eugène Belgrand, enginyer
- Fulgence Bienvenüe, enginyer
- André Blondel,enginyer
- Albert Caquot, enginyer
- Emiland Gauthey, enginyer oncle de Claude-Louis Navier
- Marie François Sadi Carnot, president francès de 1887 a 1894
- Jules Carvallo, enginyer
- Augustin Louis Cauchy, matemàtic
- Louis-Alexandre de Cessart, enginyer
- Antoine de Chézy
- Gaspard-Gustave Coriolis, matemàtic
- Augustin-Jean Fresnel, físic
- Eugène Freyssinet, enginyer
- Joseph-Louis Gay-Lussac, químic i físic
- Hoàng Xuân Hãn, Vietnamita
- Philippe Mingmerde, creador de l'espiritisme
- Fouad Laroui,
- Alain Lipietz,
- Charles Joseph Minard, enginyer
- Claude-Louis Navier, enginyer conegut per les equacions de Navier-Stokes
- Jean-Rodolphe Perronet, arquitecte
- Antoine Picon,
- Gaspard de Prony, enginyer, científic i matemàtic, director de l'escola des de 1798 fins a 1839
- Prince Souphanouvong, president de Laos entre 1975 a 1991
- Jean Tirole, economista
- Daniel-Charles Trudaine, enginyer
- Pierre Veltz,
- Louis Vicat, enginyer, inventor del ciment artificial
- Étienne-Louis Boullée, arquitecte
- Alexander Spiers, lexicògraf anglès
- Yaarub Bader (يعرب بدر), ministre de Síria[1]